# Sichuan Blue Whales
O Sichuan Blue Whales é um clube profissional de basquetebol chinês sediado em Chengdu, Sichuan. A equipe disputa a divisão sul da Chinese Basketball Association .

## História
Foi fundado em 2009.